# Alberto Vettorelli
Alberto Vettorelli (Venezia, 30 giugno 1970) è un ex cestista italiano.

## Carriera
Di ruolo ala-pivot, è cresciuto nelle giovanili del Basket Mestre allenato da Stefano Bizzozi e da Giuseppe Barbara, ed ha debuttato in Serie A1 con la maglia dell'Irge Desio nel 1989 a 19 anni.
Con Desio ha disputato cinque stagioni,  in Serie A1 nel 1989-90, e dal 1990-91 al 1993-94 disputando il campionato di serie A2, centrando nel 1993-94 la promozione in A1 grazie ad una squadra che arrivò anche in semifinale di Coppa Italia (unica di serie A2), persa contro la Benetton Treviso di Toni Kukoč e che, grazie al primo posto in classifica, disputò i play-off scudetto, perdendo alla terza partita degli ottavi di finale contro l'Olimpia Milano. Nella stagione 1994-95 gioca alla Don Bosco Livorno, disputando un ottimo campionato di B1 in una squadra molto giovane che sfiora le Final Four per la promozione in A2. Nel 1995-96 disputa la prima parte della stagione nella massima serie con la Nuova Tirrena Roma. A dicembre approda in B1 alla Halley Sport Roma e diventa protagonista della salvezza dell'allora seconda squadra della Capitale. Nel 1996-97 è alla AMG Sebastiani Rieti, 
La sua carriera prosegue vestendo la maglia della Wampum Teramo, nelle stagioni 1997-98 e 1998-99, giocando in entrambe le stagioni i play-off promozione, persi sempre agli ottavi di finale. Nel 1999-2000 gioca nella Hidra Viterbo nel campionato di B1 Nazionale, squadra che si salva alla penultima giornata dei play-out salvezza. Nella stagione 2000-01 passa nelle file del Cagliari Basket in una squadra costruita per ottenere ottimi risultati, ma che, a causa di grossi problemi economici, retrocede nel campionato di B2 Nazionale. Si riscatta nel campionato successivo (2001-02) disputando il campionato di B1 Nazionale, con la maglia della Grifogest Firenze che disputa i play-off promozione, arrivando alla semifinale, persa alla terza partita contro Osimo, poi vincitore del campionato.
Nella stagione 2002-03 veste la maglia della Spar Pesaro, con la quale vince il campionato di serie B2, battendo in finale Senigallia. con il Morlupo in B2 e sfiora la promozione in B1 (giocando nella Lazio pallacanestro Roma, pellegrina in altri lidi, prima della radiazione del 2005), dal 2005 è nella pallacanestro Guidonia in C2 che viene promossa in C1, squadra che poi si trasformerà nella prima erede della scomparsa Lazio pallacanestro, con sede nella stessa Riano, ultima dimora della Lazio Roma Basket. Dal 2006 resterà alla Nuova Lazio Roma Riano in Serie C1, dove terminerà la carriera nel 2009.